# Paweł Rabiej
Paweł Mariusz Rabiej (ur. 7 lipca 1971 w Puławach) – polski dziennikarz i publicysta, jeden z założycieli i liderów partii Nowoczesna, rzecznik prasowy ugrupowania w latach 2016–2017, przewodniczący rady politycznej od 2017. W latach 2018–2020 pierwszy zastępca prezydenta m.st. Warszawy.

## Życiorys
W 1995 ukończył studia na Wydziale Filologii Polskiej Uniwersytetu Warszawskiego. Absolwent studiów o specjalności Special educational program for leading business journalists na Columbia University w Nowym Jorku (1998) oraz studiów podyplomowych Akademii Psychologii Przywództwa w Szkole Biznesu Politechniki Warszawskiej (2011).
W 1993 pomagał w kampanii wyborczej Porozumienia Centrum. Karierę dziennikarską rozpoczął w 1991 w III Programie Polskiego Radia w audycji Zapraszamy do Trójki. Publikował w tygodniku „Wprost”. Pracował w „Gazecie Bankowej” jako dziennikarz i redaktor ekonomiczny w latach 1995–1997. W 1998 otrzymał nagrodę Citibank Award for Excellence in Journalism, w której nagradzane są najlepsze teksty ekonomiczne dotyczące gospodarki.
W połowie lat 90. był rzecznikiem klubu muzycznego Colloseum w Warszawie. W latach 1997–2000 był wydawcą i redaktorem naczelnym magazynu „Kalejdoskop” kolportowanego przez Polskie Linie Lotnicze LOT, a także wiceprezesem do spraw wydawniczych Business Press, pełniąc również funkcję wydawcy miesięcznika biznesowego „Businessman Magazine” oraz redaktora naczelnego tytułów wydawanych przez Business Press. W latach 2000–2002 był kierownikiem konsorcjum złożonego z Business Press, Onet.pl, wydawnictwa Pascal oraz Instytutu Adama Mickiewicza. Konsorcjum, działając na zlecenie polskiego Ministerstwa Spraw Zagranicznych, było odpowiedzialne za kampanię reklamową w publikacjach wydawniczych i w Internecie, promującą Polskę przed jej przyjęciem do Unii Europejskiej. Był dyrektorem Festiwalu Komunikacji Marketingowej Crackfilm 2002 w Krakowie. Od 2003 do 2008 pełnił funkcję dyrektora ds. rozwoju w polskiej edycji magazynu „Harvard Business Review”. Wydawca Magazynu „ThinkTank”. Członek Stowarzyszenia Profesjonalnych Mówców w Polsce i Klubu Polskiej Rady Biznesu.
W 2015 był jednym z założycieli tworzonej przez Ryszarda Petru partii Nowoczesna. Od listopada 2016 do stycznia 2017 pełnił funkcję jej rzecznika prasowego. 3 czerwca 2017 został rekomendowany przez partię na kandydata na prezydenta Warszawy, jednak 23 listopada 2017 wycofał się ze startu w wyborach oraz poparł kandydata Platformy Obywatelskiej Rafała Trzaskowskiego, w wypadku zwycięstwa którego miałby zostać jego zastępcą. Do 16 grudnia 2017 zasiadał w zarządzie Nowoczesnej, tego dnia stanął na czele nowo powołanej rady politycznej tej partii.
8 czerwca 2017 został wybrany przez Sejm w skład Komisji do spraw usuwania skutków prawnych decyzji reprywatyzacyjnych dotyczących nieruchomości warszawskich.
23 listopada 2018 został powołany przez prezydenta Rafała Trzaskowskiego na stanowisko pierwszego zastępcy prezydenta m.st. Warszawy. Został przez niego zdymisjonowany 3 listopada 2020, gdy jako wiceprezydent odpowiedzialny za obszar zdrowia w Urzędzie m.st. Warszawy w czasie pandemii COVID-19 wyjechał na urlop bez jego wiedzy i zgody.
W 2022 został pełnomocnikiem rektora Uczelni Korczaka ds. strategii i rozwoju. W tym samym roku objął funkcję przewodniczącego warszawskich struktur partii Nowoczesna.

## Życie prywatne
We wrześniu 2016 w programie Polsat News Pociąg do polityki ujawnił, że jest gejem. Jego partnerem jest Michał Cessanis, dziennikarz i podróżnik.

## Publikacje książkowe
Wspólnie z Ingą Rosińską wydał książki:
- Kim pan jest, panie Wachowski?, Wydawnictwo BGW, Warszawa 1993
- Droga cienia – Wachowski bez cenzury, Wydawnictwo Axel, Łódź 1993